# Roberto Nobre
Roberto Nobre (São Brás de Alportel, 1903 — Lisboa, 1969) foi um cineasta, crítico de cinema e pintor português. Pertence à segunda geração de pintores modernistas portugueses.

## Biografia / Obra

Desenho, 1935

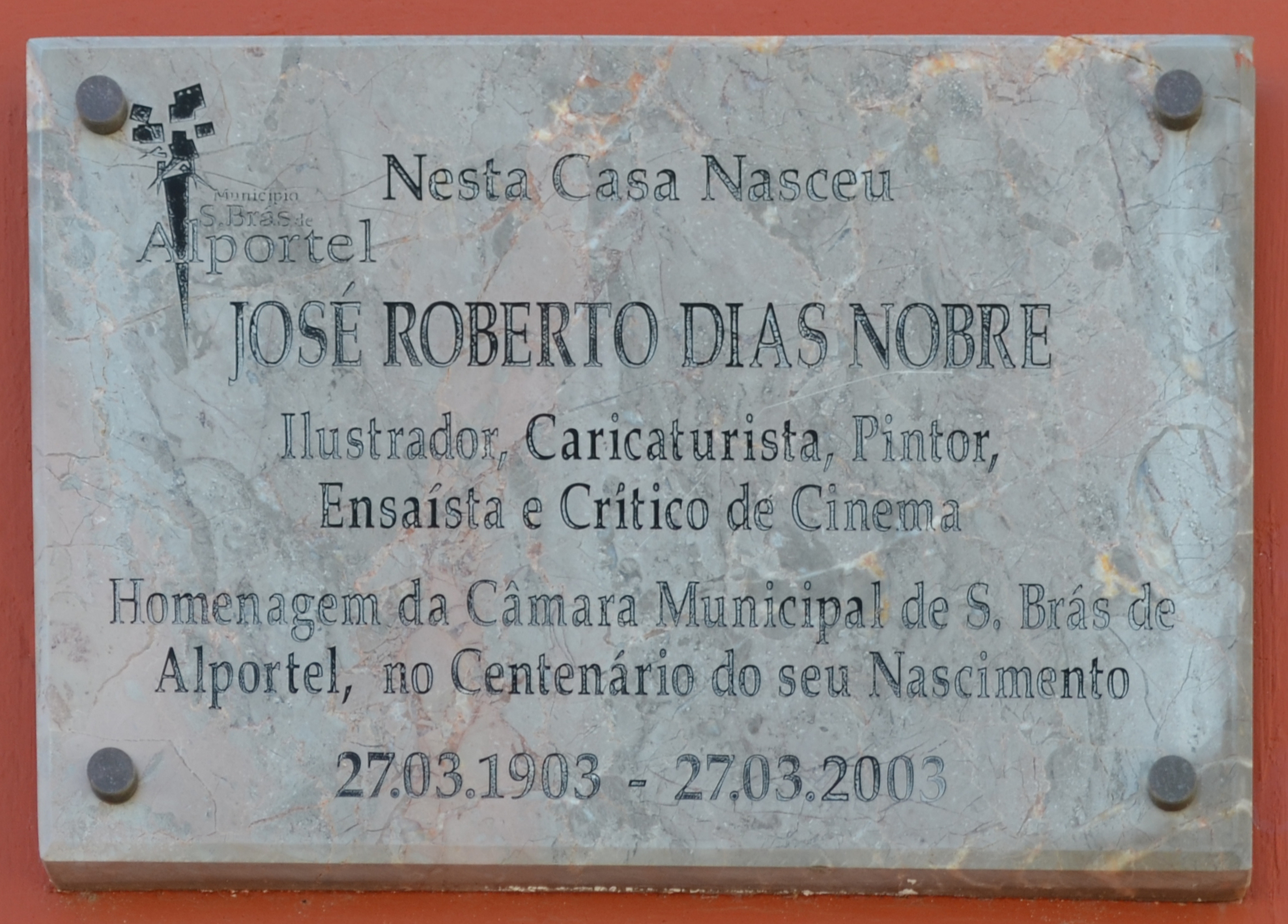
Placa casa de de nascimento em São Brás de Alportel.

Teve atividade particularmente significativa entre os primórdios do cinema sonoro e o advento do cine-clubismo, assumindo, como cineasta e sobretudo como crítico, "uma autoridade indiscutível, pela combatividade doutrinária e pelo vigor teórico".
Foi assistente Albert Durot (c. 1920) e trabalhou, depois, com Artur Costa de Macedo. Entre 1923 e 1925 realizou Charlotin e Clarinha, uma farsa cómica em curta metragem (revelada apenas em 1972 no Festival de Santarém).  No seu legado bibliográfico destacam-se Horizontes de Cinema (1939, 1971) e Singularidades do Cinema Português (1964). 
A sua atividade plástica inclui inúmeros desenhos, "de firme expressão gráfica, num estilo pessoalmente imaginado , capaz de humor como de sentido dramático. [...] Nobre foi um artista empenhado socialmente [...] e os notáveis desenhos contra a guerra italo-etíope ou antinazis marcam uma consciência humanitária como nenhum outro artista desse tempo exprimiu". 
Ilustrou diversas obras de Ferreira de Castro (A Volta ao Mundo, etc.). Publicou desenhos e ilustrações em jornais e revistas, entre os quais: A Batalha;  Renovação (1925-1926); Civilização; O Diabo; O Sempre Fixe; Magazine Bertrand; ABC; Voga; A Choldra. 
Expôs individualmente em 1923 e 1924, "praticando então uma pintura futuro-expressionista, à moda alemã, que o cinema (de que foi o maior crítico da sua geração em Portugal) lhe trazia".